# Walgett
Walgett es una ciudad al norte de Nueva Gales del Sur, Australia, y la sede del condado homónimo. Se encuentra a orillas del curso alto del río Darling, y de sus afluentes los ríos Barwon y Namoi. En 2011 tenía una población de 2267 habs. incluyendo 1004 indígenas. Toma su nombre de una palabra aborigen que significa el lugar en que se encuentran dos ríos.
Walgett es el centro de una región en la que se produce lana, trigo y algodón a niveles industriales; además en sus cercanías se encuentran las piedras preciosas ópalos. La ciudad, al igual que otras muchas comunidades remotas, tiene problemas de crímenes relacionados con el abuso de alcohol y drogas. Como resultado, muchos tenderos tienen persianas de metal para proteger sus negocios del crimen. La ciudad está incluida en una lista de las más necesitadas o desamparadas áreas del estado.

## Historia

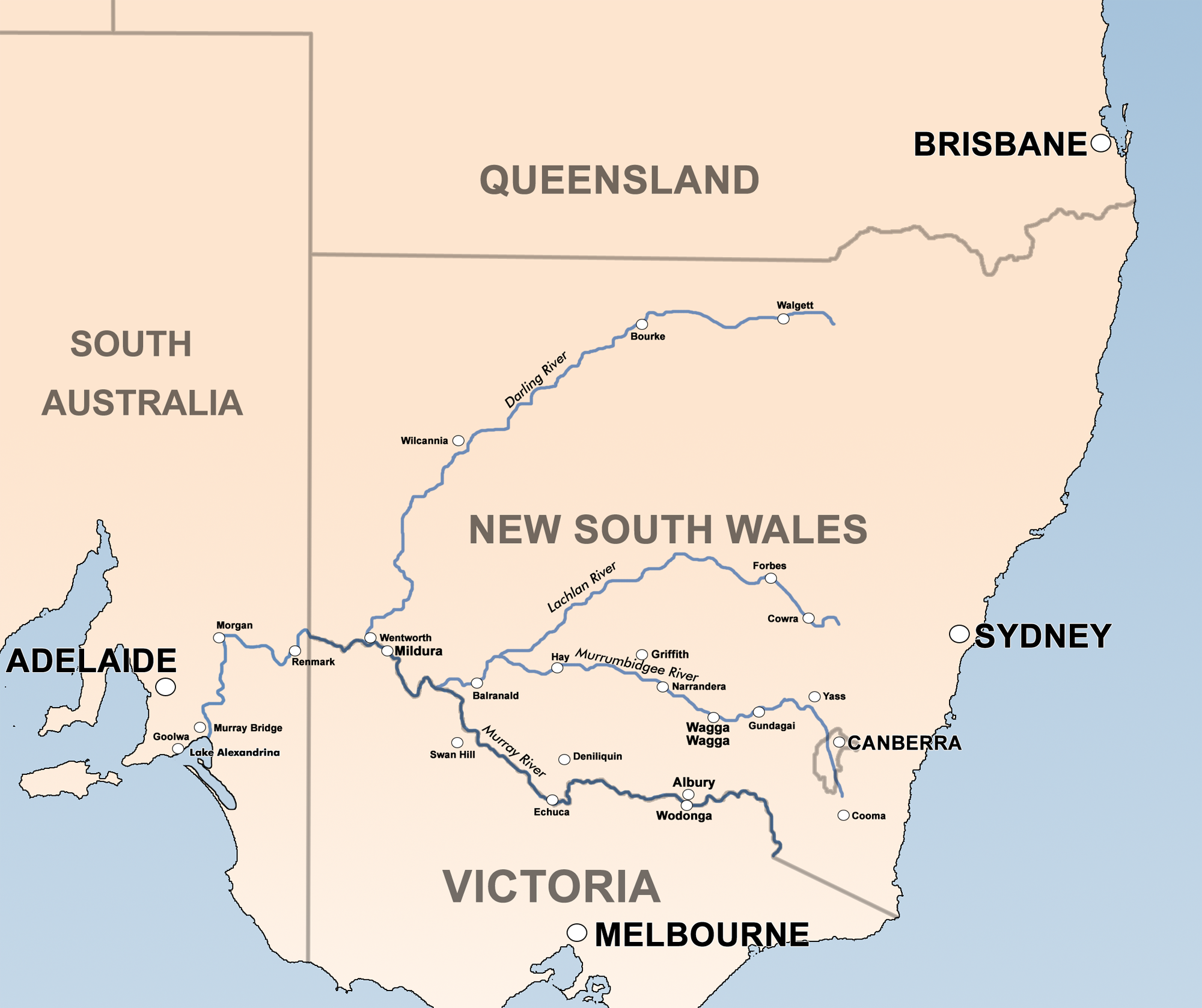
Mapa de la cuenca del río Darling en el que se observa, en el curso alto de dicho río, la ciudad de Walgett

El área fue habitada por la nación Gamilaroi de indígenas antes del asentamiento de los occidentales. El área fue ocupada primeramente, por personas ilegales y su ganado. Walgett fue proclamada ciudad el 20 de marzo de 1885.
La ciudad fue un puerto para barcos de vapor a finales del siglo XIX que navegaban por el sistema Murray-Darling. El primer barco de vapor llegó a Walgett en 1861 y estuvo llegando a esta ciudad hasta 1870.